# Comitatul St. Louis, Missouri
Comitatul St. Louis (în engleză Saint Louis County) este un comitat din statul Missouri, Statele Unite ale Americii}}.

## Demografie
|  | Graficele sunt indisponibile din cauza unor probleme tehnice. Mai multe informații se găsesc la Phabricator și la wiki-ul MediaWiki. |

Date: Wikidata - grafică realizată de Wikipedia
Format:Comitatul St. Louis, Missouri